# Championnat d'Angleterre de football de deuxième division 1911-1912
Navigation
Édition précédente Édition suivante
La saison 1911-1912 est la vingtième saison du championnat d'Angleterre de football de deuxième division. Les deux premiers du championnat obtiennent une place en première division, les trois derniers sont relégués uniquement s'ils n'obtiennent pas assez de voix dans la procédure de réélection.
Derby County remporte la compétition et se voit promu en première division accompagné du vice-champion, Chelsea. Parmi les trois derniers, seul Gainsborough Trinity n'obtient pas assez de voix pour rester en deuxième division. Le meilleur buteur est Bert Freeman avec 32 buts pour Burnley FC.

## Compétition
La victoire est à deux points, un match nul vaut un point.

### Classement
| Rang | Équipe                  | Pts | J  | G  | N  | P  | Bp | Bc | Diff |
| ---- | ----------------------- | --- | -- | -- | -- | -- | -- | -- | ---- |
| 1    | Derby County            | 54  | 38 | 23 | 8  | 7  | 74 | 28 | +46  |
| 2    | Chelsea                 | 54  | 38 | 24 | 6  | 8  | 64 | 34 | +30  |
| 3    | Burnley FC              | 52  | 38 | 22 | 8  | 8  | 77 | 41 | +36  |
| 4    | Clapton Orient          | 45  | 38 | 21 | 3  | 14 | 61 | 44 | +17  |
| 5    | Wolverhampton Wanderers | 42  | 38 | 16 | 10 | 12 | 57 | 33 | +24  |
| 6    | Barnsley FC             | 42  | 38 | 15 | 12 | 11 | 45 | 42 | +3   |
| 7    | Hull City               | 42  | 38 | 17 | 8  | 13 | 54 | 51 | +3   |
| 8    | Fulham                  | 39  | 38 | 16 | 7  | 15 | 66 | 58 | +8   |
| 9    | Grimsby Town P          | 39  | 38 | 7  | 10 | 21 | 28 | 72 | -44  |
| 10   | Leicester Fosse         | 37  | 38 | 15 | 7  | 16 | 49 | 66 | -17  |
| 11   | Bradford Park Avenue    | 35  | 38 | 13 | 9  | 16 | 44 | 45 | -1   |
| 12   | Birmingham              | 34  | 38 | 14 | 6  | 18 | 55 | 59 | -4   |
| 13   | Bristol City R          | 34  | 38 | 14 | 6  | 18 | 41 | 60 | -19  |
| 14   | Blackpool FC            | 34  | 38 | 13 | 8  | 17 | 32 | 52 | -20  |
| 15   | Nottingham Forest R     | 33  | 38 | 13 | 7  | 18 | 46 | 48 | -2   |
| 16   | Stockport County        | 33  | 38 | 11 | 11 | 16 | 47 | 54 | -7   |
| 17   | Huddersfield Town       | 32  | 38 | 13 | 6  | 19 | 50 | 64 | -14  |
| 18   | Glossop FC              | 28  | 38 | 8  | 12 | 18 | 42 | 56 | -14  |
| 19   | Leeds City              | 37  | 38 | 10 | 8  | 20 | 50 | 78 | -28  |
| 20   | Gainsborough Trinity    | 23  | 38 | 5  | 13 | 20 | 37 | 55 | -18  |

|  | Vainqueur de la deuxième division et promotion en First Division |
|  | Promotion en First Division                                      |
|  | Réélection                                                       |
|  | Relégué                                                          |

- Parmi les trois derniers, Gainsborough Trinity n'obtient pas assez de voix et sera relégué.